# Manuel Gómez González
Manuel Gómez Gonzalez (ur. 29 maja 1877 w As Neves; zm. 21 maja 1924 w Três Passos) – hiszpański misjonarz, męczennik, błogosławiony Kościoła katolickiego.

## Życiorys
Jego rodzice byli rolnikami. W dniu 24 maja 1902 roku otrzymał święcenia kapłańskie i przeniósł się do Brazylii. Tam pracował w parafii Soledad. W dniu 7 września 1915 roku został mianowany proboszczem parafii Nonoai. 21 maja 1924 roku został zastrzelony przez personel wojskowy; razem z nim zginął Adílio Daronch. Zostali razem beatyfikowani przez papieża Benedykta XVI w dniu 21 października 2007 roku.